# Jean Bourgon
Jean Bourgon, né le 3 janvier 1895 à Nancy et mort à Paris le 29 août 1959, est un architecte français.

## Biographie
Jean Émile Bourgon est le fils de Charles-Désiré Bourgon, architecte à Nancy, et de Marie Amélie Élisabeth Duperrier.
Bachelier es sciences et ès lettres, il est formé à partir de 1913 dans l'atelier de Gustave Umbdenstock à Paris avant d'être admis à l'ENSBA. Ses études sont interrompues par la Première Guerre mondiale : Jean Bourgon s'engage dès le 7 septembre 1914 pour toute la durée de la guerre durant laquelle il est blessé. Il reçoit la Croix de guerre et celle du combattant volontaire puis est nommé chevalier de la Légion d'honneur en 1939. Il obtient son diplôme d'architecte en 1921. Il reçoit le prix Julien-Guadet le 7 juin 1922[réf. nécessaire].
De retour à Nancy, il reprend l'agence de son père, 6 cours Léopold, et y exerce son activité jusqu'à sa mort. Il collabore avec Jean Prouvé[réf. nécessaire]. Il devient architecte de l'Office des H.B.M. de la Ville de Nancy à partir de 1921, architecte des Bâtiments civils et palais nationaux à partir de 1936 et architecte-urbaniste de huit communes de Meurthe-et-Moselle. Il est aussi l'architecte de la Compagnie thermale de Plombières-les-Bains dans le département voisin des Vosges. Il reçoit l'agrément d'architecte de la Reconstruction de juin 1946 à février 1949.
Marié à Paris en 1926 avec Hélène Pauline Marie Lebocq,, il a quatre enfants.
Il meurt d'une crise cardiaque[réf. nécessaire].

## Réalisations

### à Paris
- Pavillon de Nancy à l'Exposition internationale des arts décoratifs de 1925, avec Pierre Le Bourgeois[1].
- La Cité internationale des Informations de l'Exposition coloniale internationale de 1931, boulevard Poniatovski, avec Fernand Camille Chevalier.

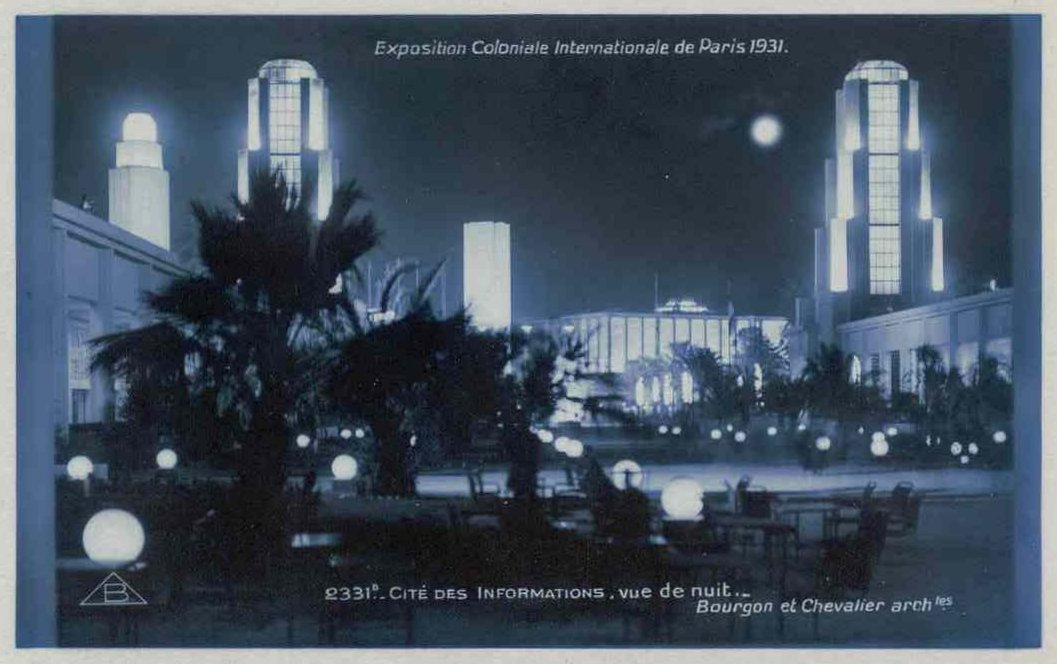
Cité internationale des informations, de nuit, à l'Exposition coloniale internationale de Paris en 1931.
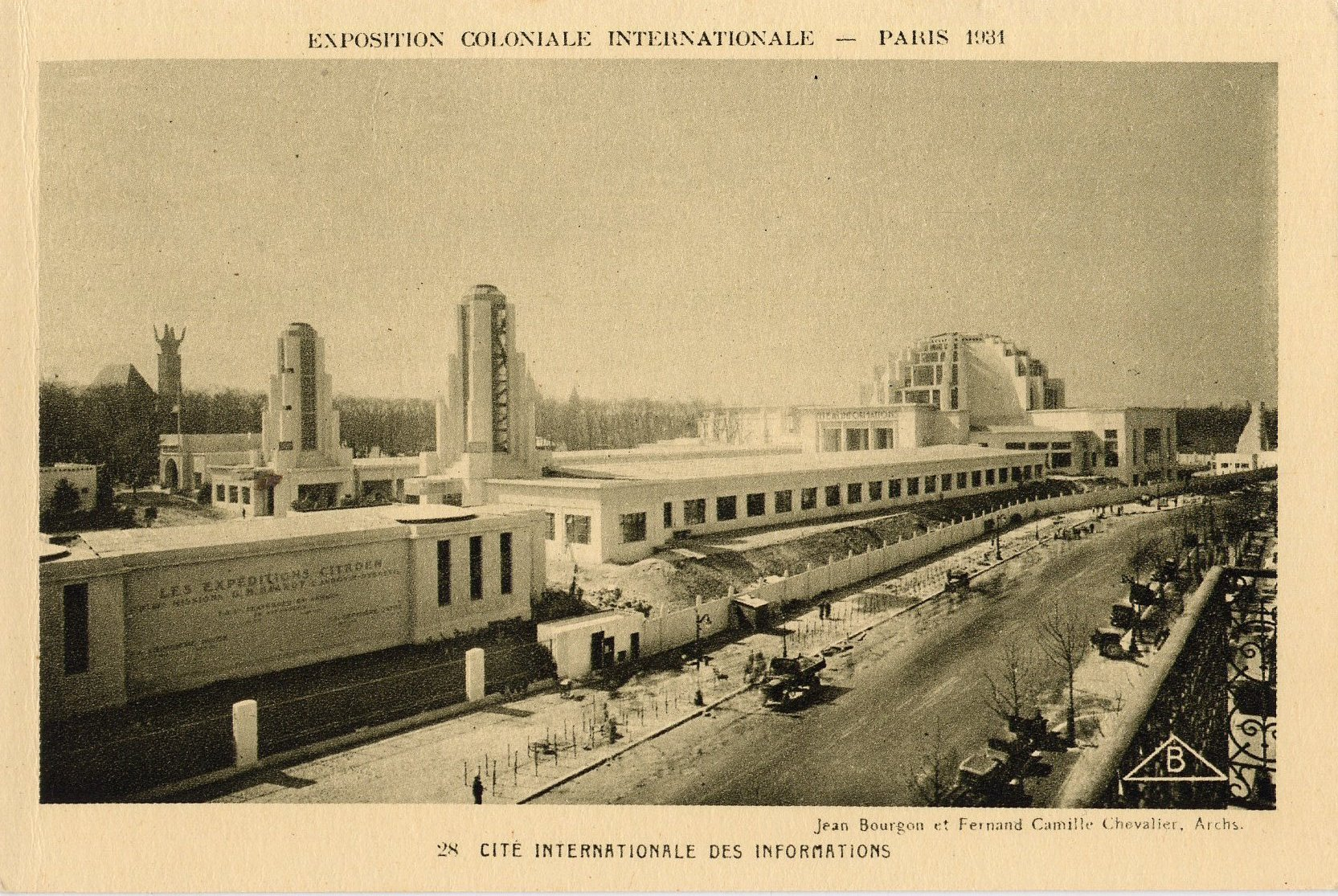
La Cité des informations à l'Exposition coloniale en 1931.
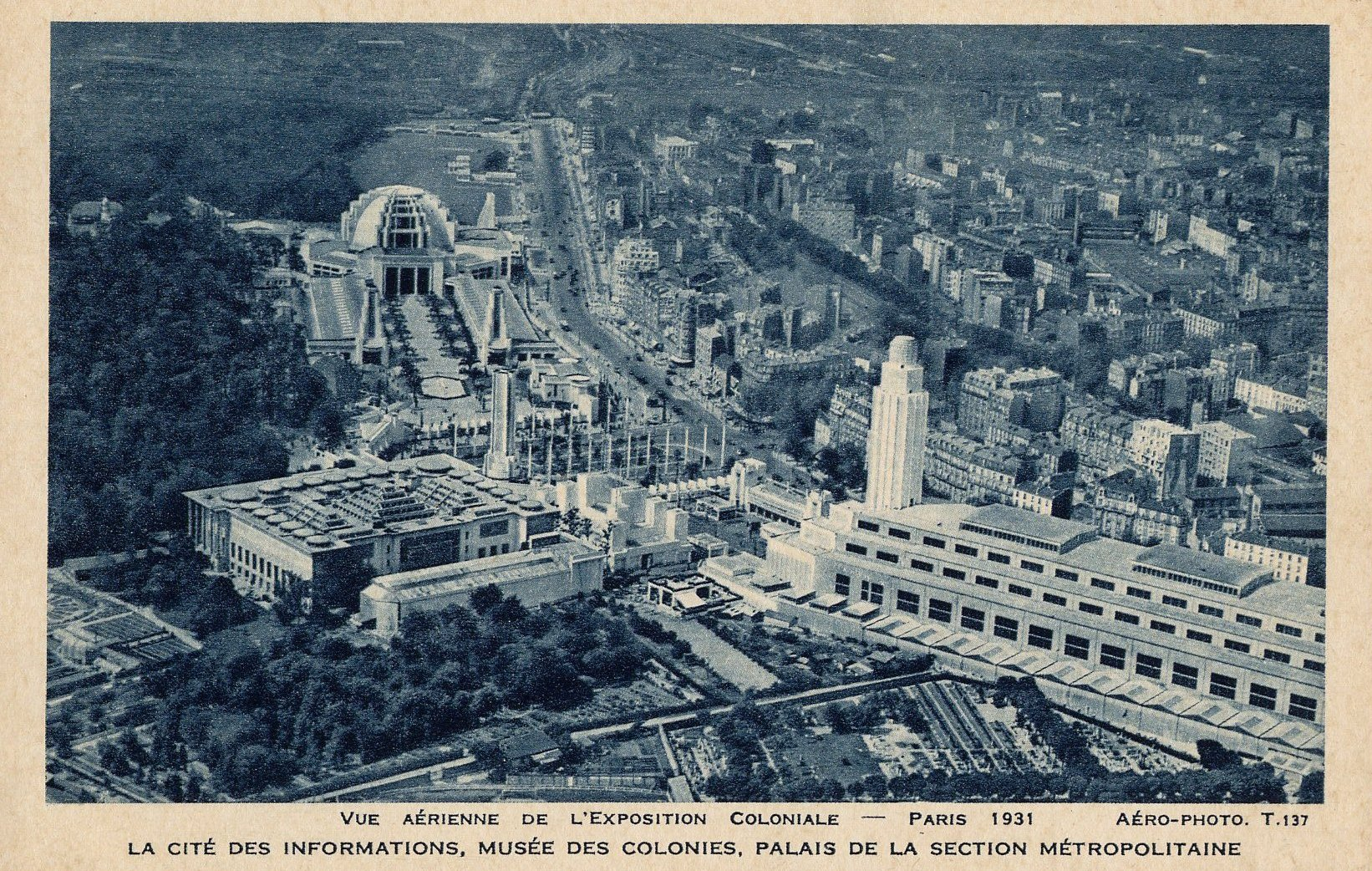
Vue aérienne des bâtiments de la section métropolitaine de l'Exposition coloniale en 1931.

### à Nancy
- Caisse d'épargne, place Dombasle, avec Paul Charbonnier (1924-1930)[1].
- Immeuble, 32 boulevard Albert 1er (1925)[4].
- Maison, 1 rue René d'Anjou (1926)[5].
- Siège de la société des Hauts-Fourneaux et Fonderies de Pont-à-Mousson, 91 avenue de la Libération (1926-1928)[1],[6] ,[7]. Classé MH (2015).
- Cité-jardin du boulevard d'Haussonville, avec Léon Cayotte[8],[9].
- Cité universitaire de Montbois, 2 rue Ludovic Beauchet (1928-1932)[1],[10].
- Villa, 11 avenue France-Lanord (1930)[11].
- Maison double, 16-18 avenue France-Lanord (1930)[11].
- Institut dentaire, 4 rue Heydenreich (1931)[1],[12].
- Bibliothèque de la faculté de médecine, rue Lionnois (1931)[1].
- Building Joffre, 25 boulevard Joffre (1957)[1].

Jean Bourgon est par ailleurs impliqué dans les constructions de la cour d'appel, de l'École nationale professionnelle, de la faculté Faculté de pharmacie}, de l'École nationale supérieure de géologie et de prospection minière, de la cité scolaire Frédéric Chopin[réf. nécessaire].

### en Meurthe-et-Moselle
- Hôpital de Cirey-sur-Vezouze[13].
- Église Saint-Laurent, à Azerailles (1954)[1],[14] labellisée Architecture contemporaine remarquable.

### dans les Vosges
- École et garderie d'enfants des Tissages et filatures, à Nomexy (1927-1928)[1].
- Galerie métallique du casino et théâtre de Plombières-les-Bains (1946-1948)[1].